# Мхланга, Винсент
Винсент Мхланга (англ. Vincent Mhlanga; ум. 24 декабря 2020) — политик из Свазиленда, исполнявший обязанности премьер-министра Эсватини с августа по октябрь 2013 года и с сентября по октябрь 2018 года. Имея степень доктора философии в области финансов, Мхланга был управляющим директором в FINCORP, SIDC, и входил в многочисленные советы директоров. Совсем недавно Мхланга был управляющим директором в офисе короля.
Умер 24 декабря 2020 года от COVID-19 во время пандемии COVID-19 в Эсватини.

## Исполняющий обязанности премьер-министра
4 сентября 2018 года премьер-министр Барнабас Дламини и 18 членов его кабинета были освобождены от своих обязанностей в соответствии с заявлением, сделанным генеральным прокурором Сифисо Хумало 6 сентября. Мхланга был назначен исполняющим обязанности премьер-министра и приступил к исполнению своих обязанностей 7 сентября, занимая этот пост до общенациональных выборов, назначенных на 21 сентября.